# هانسل زاپاتا
هانسل زاپاتا (انگلیسی: Hansel Zapata؛ زادهٔ ۱۱ فوریهٔ ۱۹۹۵) بازیکن فوتبال اهل کلمبیا است که در پست هافبک برای باشگاه ورزشی النصر کویت بازی می‌کند.